# Saint-Pierre-du-Bû
Saint-Pierre-du-Bû település Franciaországban, Calvados megyében. Lakosainak száma 442 fő (2022. január 1.). Saint-Pierre-du-Bû Cordey, Falaise, La Hoguette és Saint-Martin-de-Mieux községekkel határos.

## Népesség
A település népessége az elmúlt években az alábbi módon változott:
| Lakosok száma | 238  | 242  | 335  | 440  | 494  | 481  | 477  | 475  | 464  | 442  |
|               | 1968 | 1982 | 1990 | 2006 | 2013 | 2015 | 2017 | 2019 | 2020 | 2022 |